# Собенін Аркадій Іванович
Аркадій Іванович Собенін (1910, село Верхні Татишли Бірського повіту Уфимської губернії, тепер Татишлинського району Башкортостану, Російська Федерація — 1972, тепер Російська Федерація) — радянський діяч, 1-й секретар Амурського обласного комітету КПРС. Член Центральної Ревізійної Комісії КПРС у 1952—1956 роках. Депутат Верховної ради РРФСР 3-го скликання. Депутат Верховної ради СРСР 4-го скликання.

## Життєпис
Народився в родині службовця. У 1928 році закінчив ремісниче училище.
З 1928 року працював токарем по металу на механічному заводі в місті Єлабузі Татарської АРСР. У цей же час закінчив екстерном середню школу.
Член ВКП(б) з 1929 року.
У 1930—1935 роках — студент Казанського інституту інженерів комунального будівництва.
У 1935 році працював інженером-будівельником в місті Пермі.
У 1935—1936 роках — у Червоній армії.
У 1936—1937 роках — інженер-проєктувальник Свердловського обласного сантехбуду.
У 1937—1945 роках — інструктор Свердловського міського комітету ВКП(б), 1-й секретар Октябрського районного комітету ВКП(б) міста Свердловська, завідувач організаційно-інструкторського відділу Свердловського міського комітету ВКП(б).
У 1945—1946 роках — секретар Свердловського міського комітету ВКП(б) із кадрів.
З 1946 по 10 липня 1948 року — заступник завідувача відділу Управління із перевірки партійних органів ЦК ВКП(б).
У липні 1948 — 7 серпня 1952 року — секретар, 2-й секретар Амурського обласного комітету ВКП(б).
7 серпня 1952 — 16 грудня 1955 року — 1-й секретар Амурського обласного комітету ВКП(б) (КПРС).
Потім — персональний пенсіонер. Помер 1972 року.

## Нагороди
- ордени
- медалі